# Indijsko-pakistanski sukob 2025.
Indijsko-pakistanski sukob 2025. započeo je 23. travnja 2025., koji je izazvan napadom u Pahalgamu. U tom terorističkom napadu u dolini Baisaran u Jammuu i Kašmiru, ubijeno je 27 ljudi, uključujući 25 hinduističkih turista, kršćanskog turista i lokalnog muslimana, a više od 20 drugih je ozlijeđeno. Fronta otpora (TRF) u početku je preuzela odgovornost za napad.
Oružani sukobi između Indije i Pakistana prijavljeni su duž linije kontrole počevši od 24. travnja, što je izazvalo strah od daljnje eskalacije između dvaju nuklearno naoružanih susjeda. Prekid vatre proglašen je 10. svibnja 2025. nakon sporazuma između Indije i Pakistana.
Nakon terorističkoga napada, uslijedila je diplomatska kriza koja se pojavila između dviju zemalja, jer je Indija optužila Pakistan da sponzorira napad. Indija je pokrenula protjerivanje pakistanskih diplomata, opozvala vlastito diplomatsko osoblje, obustavila izdavanje viza, zatvorila granice i najavila povlačenje iz Ugovora o vodama Inda, dok je Pakistan brzo porekao bilo kakvu umiješanost i umjesto toga pozvao na međunarodnu istragu, što je Indija odmah odbacila. Pakistan je u početku odgovorio trgovinskim ograničenjima, zatvaranjem zračnog prostora i graničnih prijelaza te obustavom Sporazuma iz Shimle. Indijski kabinetski odbor za sigurnost (CCS) također je pozvao indijske građane da izbjegavaju putovanja u Pakistan i pozvao one koji se trenutno nalaze u zemlji da se vrate što je prije moguće.
Između 24. travnja i 6. svibnja, Pakistan i Indija sudjelovali su u sukobima, uključujući prekogranično pucanje i povremeno topničko granatiranje.
Dana 7. svibnja 2025. Indija je pokrenula raketne napade na Pakistan, kodnog naziva Operacija Sindoor. Prema Indiji, raketni napadi usmjereni su na militantne skupine Jaish-e-Mohammed i Lashkar-e-Taiba. Prema Pakistanu, indijski napadi usmjereni su na civilna područja, uključujući džamije, ubivši 31 pakistanskog civila. Pakistan je zauzvrat izjavio da su oborili nekoliko indijskih zrakoplova i oštetili indijsku infrastrukturu.
Nakon napada, u medijima obje zemlje provodile su se brojne kampanje dezinformacija.